# Godshuis Sint-Jozef

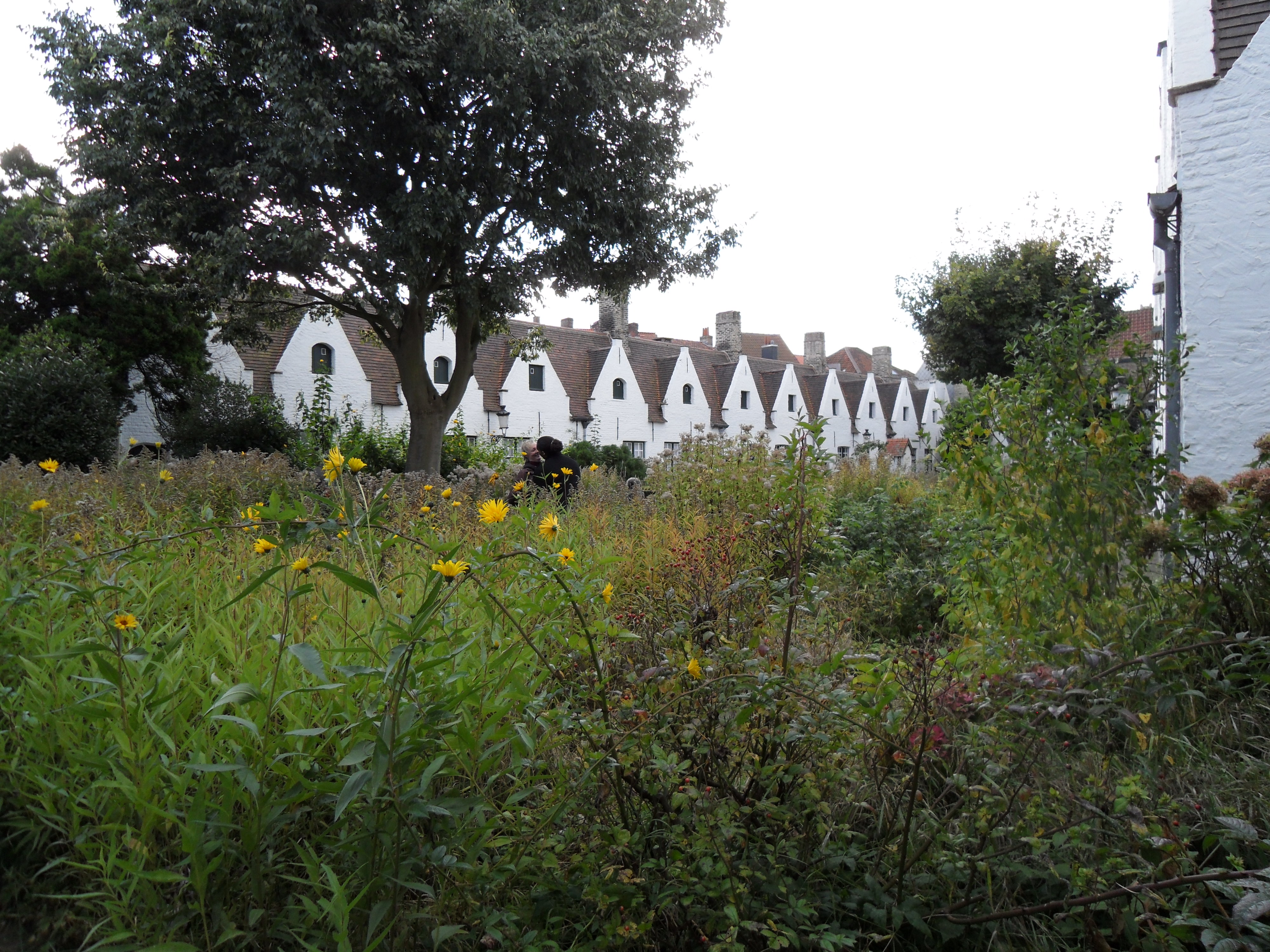
De godshuizen Sint-Jozef, voorheen Reyphens.

Sint-Jozef is een godshuizenbeluik in Brugge.

## Geschiedenis
In 1699 stichtte de Bruggeling M. Wouters een godshuis in de Oostmeers onder de benaming Sint Jozef. De stichting werd in 1905 overgebracht naar wat de vroegere Stichting Reyphens was, naast de Stichting De Muelenaere, in de Nieuwe Gentweg, op de hoek met de Driekroezenstraat. De geschiedenis over de periode voor 1905 is te lezen op het artikel dat aan het godshuis Reyphens is gewijd. De nieuwe benaming werd onderstreept door het plaatsen van een beeld van de heilige Jozef boven de ingang.
In 1951-1952 werd de blinde muur kant Driekroezenstraat doorbroken door vensters. De muur tussen de godshuizenbeluiken Sint-Jozef en De Muelenaere werd gesloopt en in 2001 werd een gemeenschappelijk tuin aangelegd, met behoud van de bestaande tuinstructuren.
In 1974 werden deze godshuizen beschermd als monument.